# Elgin (wijndistrict)
Elgin is een wijndistrict in Zuid-Afrika, genoemd naar de plaats Elgin in de gemeente Theewaterskloof. Het district behoort tot de wijnregio Cape South Coast aan de West-Kaap.
Van oorsprong worden in dit gebied vooral appels geteeld, maar de aanplant van druivenstokken is enorm gegroeid en het totale areaal bedraagt nu circa 1000 hectare. Er zijn zo'n twintig wijnbedrijven actief. Het klimaat is er relatief koel door zowel de ligging vlak bij de oceaan, de koele wind alsook de hoge ligging. Dit klimaat maakt het gebied zeer geschikt voor de Sauvignon Blanc, die een goede reputatie geniet. Daarnaast wordt er ook Chardonnay, Pinot Noir, Shiraz en Cabernet Sauvignon verbouwd.